# 信金中央金庫
信金中央金庫（しんきんちゅうおうきんこ、英: Shinkin Central Bank、略称「信金中金」・「SCB」）は日本の協同組織金融機関。信用金庫の系統中央機関である。

## 概要
信金中央金庫は、全国の信用金庫を会員とする「信用金庫のセントラルバンク」である。
前身は1950年設立の全国信用協同組合連合会。信用金庫法制定に伴い1951年に全国信用金庫連合会（全信連）へ改組し、2000年10月に現名称となった（この名称変更は、「全信連」だと、信用金庫の業界団体に間違われることがあったことも背景にある）。信用金庫法に基づき、「全国を地区とする信用金庫連合会」は、その名称中に「信金中央金庫」を用いることが義務付けられており、国際業務を行うことも認められている。「信用金庫の中央金融機関」として、信用金庫の業務サポートや経営コンサルティングを行うなど、「信用金庫の守護神」とも呼ばれる。なお、業界としての利益団体としては別に全国信用金庫協会が組織されている。
全信連は従来より「しんきんセントラルバンク」の愛称があったが、信金中央金庫への名称変更により「しんきんセントラルバンク」は英文での正式名称となった。統一金融機関コード（いわゆる「銀行コード」）は1000。拠点数は国内14店舗（北海道支店・東北支店・本店・本店京橋出張所・北陸支店・静岡支店・名古屋支店・大阪支店・神戸支店・岡山支店・中国支店・四国支店・福岡支店・南九州支店）、海外6拠点（ニューヨーク駐在員事務所・香港駐在員事務所・上海駐在員事務所・バンコク駐在員事務所他）である。
「信用金庫連合会の一種」とされるため、小切手法の適用については銀行と同視される。
2021年3月31日現在、出資金は6,909億円（うち優先出資金909億円）。信金中金の発行する優先出資証券（証券コード：8421）は2000年12月より東京証券取引所に上場している。ただし、一般の上場株式とは異なり、一部証券会社では優先出資証券を取り扱っていない場合がある。
主に会員向けに融資や預金受入れなどを行なっており、会員外に対する融資や預金受入れについても条件さえ充足すれば可能である。信用金庫を通じた代理貸付制度もある。信用金庫に対する支援として以前は「信用金庫相互援助制度」があったが、現在は「経営分析」・「経営相談」・「資本増強」の3本柱からなる「信用金庫経営力強化制度」が創設されている。
その他には利付信金中金債券「リツレン」と呼ばれる金融債を発行している。ただし、この商品は類似した通称の付いた債券を発行する他の金融債発行金融機関とは異なり、個人向けには売り出されておらず、法人・機関投資家向けの募集債である。また、商品名は発行開始時点ですでに日本債券信用銀行（現・あおぞら銀行）に「リッシン」が存在したため、全信連の｢連｣から「リツレン」となった。

## 沿革
- 1950年
  - 5月 - 全国信用協同組合連合会創立総会開催、設立登記。
  - 6月 - 城南信用組合（現・城南信用金庫）本店の一室を借用して業務開始。
- 1951年
  - 11月 - 全国信用金庫連合会(全信連）へ組織変更。
  - 12月 - 地方公共団体に対する貸付を開始。
- 1953年9月 - 東京都公金収納事務の取扱開始。
- 1956年10月 - 信用金庫からのコールマネー（金庫短期資金：1959年7月-）の受入開始。
- 1958年12月 - 代理貸付制度の取扱開始。
- 1959年10月 - 中小企業退職金共済事業団の代理業務の取扱開始。
- 1960年8月 - 連結子会社として、全国信用不動産株式会社設立。
- 1964年5月 - 政府保証債の引受開始。
- 1966年1月 - 国債引受けシンジケート団に加入。
- 1971年10月 - 信用金庫相互援助資金制度を創設。
- 1973年12月 - 中央区京橋に本店（現・京橋別館）を移転。
- 1982年4月 - 外国為替業務の取扱開始。
- 1983年4月 - 公共債の窓口販売業務の取扱開始。
- 1985年2月 - 連結子会社として、全国しんきん抵当証券株式会社および株式会社しんきん情報システムセンター(SSC)設立。
- 1989年11月 - シンボルマークを導入。
- 1989年12月 - 全信連債券（しんきん中金債券：2000年10月-）（5年もの利付金融債）の発行開始。
- 1990年
  - 10月 - 連結子会社として、全信連インターナショナル株式会社(ZIL)設立。
  - 12月 - 連結子会社として、全信連ビジネスサービス株式会社(ZBS)および全信連投資顧問株式会社設立。
- 1991年11月 - CPのプライマリー・ディーラー業務の取扱開始。
- 1993年
  - 6月 - 私募債の受託業務の取扱開始。
  - 11月 - 2年もの利付金融債の発行開始。
- 1994年2月 - 連結子会社として、株式会社しんきん信託銀行設立。
- 1996年9月 - 連結子会社として、しんきん証券株式会社設立。
- 1998年12月 - 全信連投資顧問株式会社の社名をしんきんアセットマネジメント投信株式会社に変更。
- 1999年3月 - 全国信用不動産株式会社（連結子会社）の株式譲渡により非子会社化。
- 2000年
  - 3月 - 全国しんきん抵当証券株式会社（連結子会社）清算。
  - 10月
    - 名称を全国信用金庫連合会から信金中央金庫に変更。
    - 全信連インターナショナル株式会社の社名をしんきんインターナショナル株式会社に変更。
    - 全信連ビジネスサービス株式会社の社名をしんきん中金ビジネス株式会社に変更。
- 2000年12月
  - 7年ものおよび10年もの利付金融債の発行開始。
  - 優先出資証券（証券コード：8421）を東京証券取引所に上場。
- 2001年
  - 4月 - 信用金庫経営力強化制度（経営分析・経営相談・資本増強）の運営開始。
  - 6月 - 連結子会社として、信金キャピタル株式会社設立。
- 2002年7月
  - しんきんインターナショナル株式会社を信金インターナショナル株式会社に邦文表記変更。
  - しんきん中金ビジネス株式会社の社名を信金中金ビジネス株式会社に変更。
- 2002年
  - 11月 - 連結子会社として、信金ギャランティ株式会社設立。
  - 12月 - 信用金庫から2,057億円の劣後ローン取入れ。
- 2006年2月 - 証券化のために設立された特別目的会社への譲渡を前提とした劣後ローン1,000億円の取入れ。
- 2007年12月 - 本店を現在地（東京都中央区八重洲一丁目3番7号）に移転。
- 2008年
  - 7月 - 本店京橋出張所を開設（旧本店所在地）。
  - 9月 - 信用金庫から2,269億円の劣後ローン取入れ。
- 2009年
  - 6月 - 普通出資を4,000億円に増額。
  - 8月 - 優先出資1口を2口に分割。
  - 9月 - 全国信用不動産株式会社の株式買取により連結子会社化（同社の100％子会社である信金パートナーズ株式会社を連結子会社化）。
  - 11月 - 信金中金ビジネス株式会社（連結子会社）が全国信用不動産株式会社（連結子会社）を吸収合併。
- 2017年9月19日 - 子会社のしんきん信託銀行が三菱UFJ信託銀行を存続会社とする吸収合併を完了[3]。
- 2021年7月 - 連結子会社として、しんきん地域創生ネットワーク株式会社設立。

## 歴代会長・理事長一覧
| 名称        | 氏名       | 任期          | 前歴                                                                   |
| ----------- | ---------- | ------------- | ---------------------------------------------------------------------- |
| 初代会長    | 酒井熊次郎 | 1950年-1956年 | 城南信用組合長                                                         |
| 第2代会長   | 村上義之助 | 1957年-1963年 | 埼玉縣信用金庫理事長                                                   |
| 第3代会長   | 小原鐵五郎 | 1963年-1989年 | 城南信用金庫理事長・全国信用金庫協会会長                               |
| 第4代会長   | 山口勇     | 1989年-1994年 | 朝日信用金庫会長                                                       |
| 第5代会長   | 加藤敬吉   | 1994年-2001年 | 岐阜信用金庫理事長・全国信用金庫協会会長                               |
| 第6代会長   | 長野幸彦   | 2001年‐2006年 | 朝日信用金庫会長・全国信用金庫協会会長                                 |
| 第7代会長   | 大前孝治   | 2006年‐2016年 | 城北信用金庫理事長・全国信用金庫協会会長                               |
| 第8代会長   | 佐藤浩二   | 2016年‐2020年 | 多摩信用金庫会長・全国信用金庫協会会長                                 |
| 第9代会長   | 御室健一郎 | 2020年-現在   | 浜松磐田信用金庫理事長・全国信用金庫協会会長                           |
| 初代理事長  | 宮本保孝   | 1993年-2005年 | 大蔵省銀行局長・理財局長                                               |
| 第2代理事長 | 中平幸典   | 2005年-2009年 | 信金中金理事・大蔵省財務官・国際金融局長                               |
| 第3代理事長 | 田邉光雄   | 2009年-2018年 | 信金中金副理事長・専務理事・常務理事・理事大阪支店長・理事財務企画部長 |
| 第4代理事長 | 柴田弘之   | 2018年-現在   | 信金中金副理事長・専務理事・常務理事・理事総合企画部長                 |

## グループ企業
- しんきん証券株式会社
- 信金インターナショナル株式会社 - ユーロ市場における債権の売買、仲介、引受などの証券業務
- しんきん地域創生ネットワーク株式会社 - 地域商社業務
- 信金シンガポール株式会社 - 海外ビジネス支援業務
- しんきんアセットマネジメント投信株式会社 - 投資信託委託顧問業
- 信金ギャランティ株式会社 - 「しんきんきゃっする」名称のカードローン商品の信用保証業。プロミスへ再保証委託している。
- 信金キャピタル株式会社 - 投資・M&A仲介業務
- 株式会社しんきん情報システムセンター
- 信金中金ビジネス株式会社 - 信金中金の事務処理の受託業務